# Milano Porta Garibaldi
Milano Porta Garibaldi (włoski: Stazione di Milano Porta Garibaldi) – stacja kolejowa w Mediolanie, w regionie Lombardia, we Włoszech. Stacja posiada 11 peronów. Nazwa pochodzi od pobliskiej bramy Porta Garibaldi.
Jest to główny dworzec podmiejski Mediolanu z 25 mln pasażerów rocznie, a pod względem ruchu jest drugim, po Milano Centrale.
Znajduje się tu również stacja metra.